# 桜井あゆみ
桜井 あゆみ（さくらい あゆみ、1974年9月19日 - ）は、日本の元女性タレント。福岡県出身。
当時の所属事務所は、ゴールデンミュージックプロモーション。

## 来歴
- 1995年1月、秋葉えりとのローカルアイドルユニット「PINKY PINKY」を結成。「平成のピンクレディー」というキャッチコピーでビクターからデビュー。
- 1996年、ピンキー・ピンキー活動休止(事実上の解散)。以降、グラビアアイドル・タレントとして活動。
- 1997年、「ギルガメッシュないと」のアシスタントに抜擢され、最終回まで出演した。
- 同年、水谷ケイと共に期間限定アイドルユニット・MASKを結成した。写真集も発売。
- 1998年、芸名を「ellemo」に改名し、ロックシンガーとして再デビュー。シングルを出した後、芸能活動を自粛。

現在は引退している。

## 人物
身長：161cm、スリーサイズ：B88 (Eカップ)・W58・H84。

## 出演
- アイドルオンステージ(NHK BS2)
- スーパージョッキー(日本テレビ系列)
- ギルガメッシュないと(テレビ東京系列局)
- ドキッ!丸ごと水着!女だらけの水泳大会(フジテレビ)
- 朝まで生スポーツ 来て見てさわって恥テレビ(フジテレビ)
- BREAK(日本テレビ)
- 紅白なんてブッ飛ばせそんなアナタもお祭りちゃん'96大晦日スペシャル(日本テレビ)
- ギフト 第7話（1997年、フジテレビ） - SM嬢のアオイ 役

## ディスコグラフィ
- 「Wake Up」 - 1996年11月21日
- 「SILENT MOON」※ellemo名義 - 1999年9月8日
  - テレビ東京系列のテレビアニメ「ゴクドーくん漫遊記」主題歌。
- 「amazing tokyo groover」※ellemo名義 - 1999年11月26日

## 作品
- Touch Me[VHS] - 1997年1月1日
- すてきな生活～キューティークイーン[VHS] - 1997年11月7日
- Sweet life～キューティークイーン[DVD] - 1997年11月19日

## 写真集
- 「Wake Up」 - 1996年10月20日
- 「Sweet Life」 - 1997年11月7日
- 「MASK」水谷ケイ&桜井あゆみ写真集  - 1997年8月1日